# 裸箨海竹
裸箨海竹（学名：Yushania qiaojiaensis f. nuda）为禾本科玉山竹属海竹下的一个变型。

## 扩展阅读
- 維基物種上的相關：裸箨海竹